# Evaldo Mocarzel
Evaldo Mocarzel (Niterói, 9 de fevereiro de 1960) é um jornalista e cineasta brasileiro. Foi editor do Caderno 2 do jornal O Estado de S. Paulo.

## Biografia
Cineasta estreante, formado em Cinema e Jornalismo na Universidade Federal Fluminense, no Rio, em 1982, tem assim como seu primeiro filme o documentário À margem da imagem.

## Trabalhos

### Diretor[4]
- 2018 - As Quatro Irmãs (documentário)
- 2016 - Elisa e Joana (Short)
- 2013 - Dizer e Não Pedir Segredo (documentário)
- 2011 - Teatro Sem Fronteiras (TV Series documentário)
- 2011 - Teatro Sem Fronteiras: Kastelo (documentário)
- 2011 - Retrato Brasileiro com Fátima Toledo (TV Movie documentário)
- 2011 - Somos 1 Só (TV Movie) (segment "O Trabalho e o Português Gostoso")
- 2009 - Quebradeiras (documentário)
- 2008 - À Margem do Lixo (documentário)
- 2007 - O Cinema dos Meus Olhos (documentário)
- 2005 - À Margem do Concreto (documentário)
- 2005 - Do Luto à Luta (documentário)
- 2004 - Mensageiras da Luz - Parteiras da Amazônia (documentário)
- 2003 - À Margem da Imagem (documentário)